# Tatra T6C5
Der Tatra T6C5 ist ein für den amerikanischen Markt konzipierter Straßenbahntyp des tschechischen Herstellers ČKD Tatra. Es gibt nur einen T6C5-Prototyp, der bei der Strausberger Eisenbahn eingesetzt wird.

## Geschichte
Der T6C5 wurde 1998 in Tschechien gebaut. Am 27. und 28. Juli 1998 unternahm der T6C5 seine erste Probefahrt zwischen Řepy und Anděl. Ebenfalls 1998 wurde er in die USA nach New Orleans transportiert. ČKD-Tatra erhoffte sich aufgrund des günstigen Preises Verkaufserfolge bei amerikanischen Straßenbahnbetrieben. Durch diverse Verzögerungen wurden die ersten Probefahrten erst ab September 1999 durchgeführt, ab Februar 2000 fuhr der T6C5 dann auf der Canal-Esplanade-Linie.
Ab dem Sommer 2000 war er wegen eines Defektes an der Klimaanlage im Depot abgestellt. Da ČKD Tatra durch die Insolvenz nicht mehr in der Lage war, Ersatzteile zu liefern, verblieb der Wagen bis Juni 2001 im Depot abgestellt und wurde danach an den Hersteller zurückgeschickt. Der Verkaufserfolg in den USA blieb dementsprechend aus. Am 25. April 2003 wurde der T6C5 per Tieflader nach Strausberg überführt. Dort wird er sporadisch im Spätverkehr und am Wochenende eingesetzt und ersetzt die alten Rekowagen vom Typ TZ 69.